# Празднование 70-летия Победы в Великой Отечественной войне
В 2015 году во всём мире отмечалась 70-я годовщина окончания Второй мировой войны и победы над нацизмом. Особенно широкие масштабы официальное празднование юбилея приняло в России и ряде стран СНГ, где это событие отмечалось в первую очередь как 70-летие Победы советского народа в Великой Отечественной войне.
Семидесятилетие победы стало самой обсуждаемой темой 2015 года в социальной сети ВКонтакте.

## Подготовка к празднованию

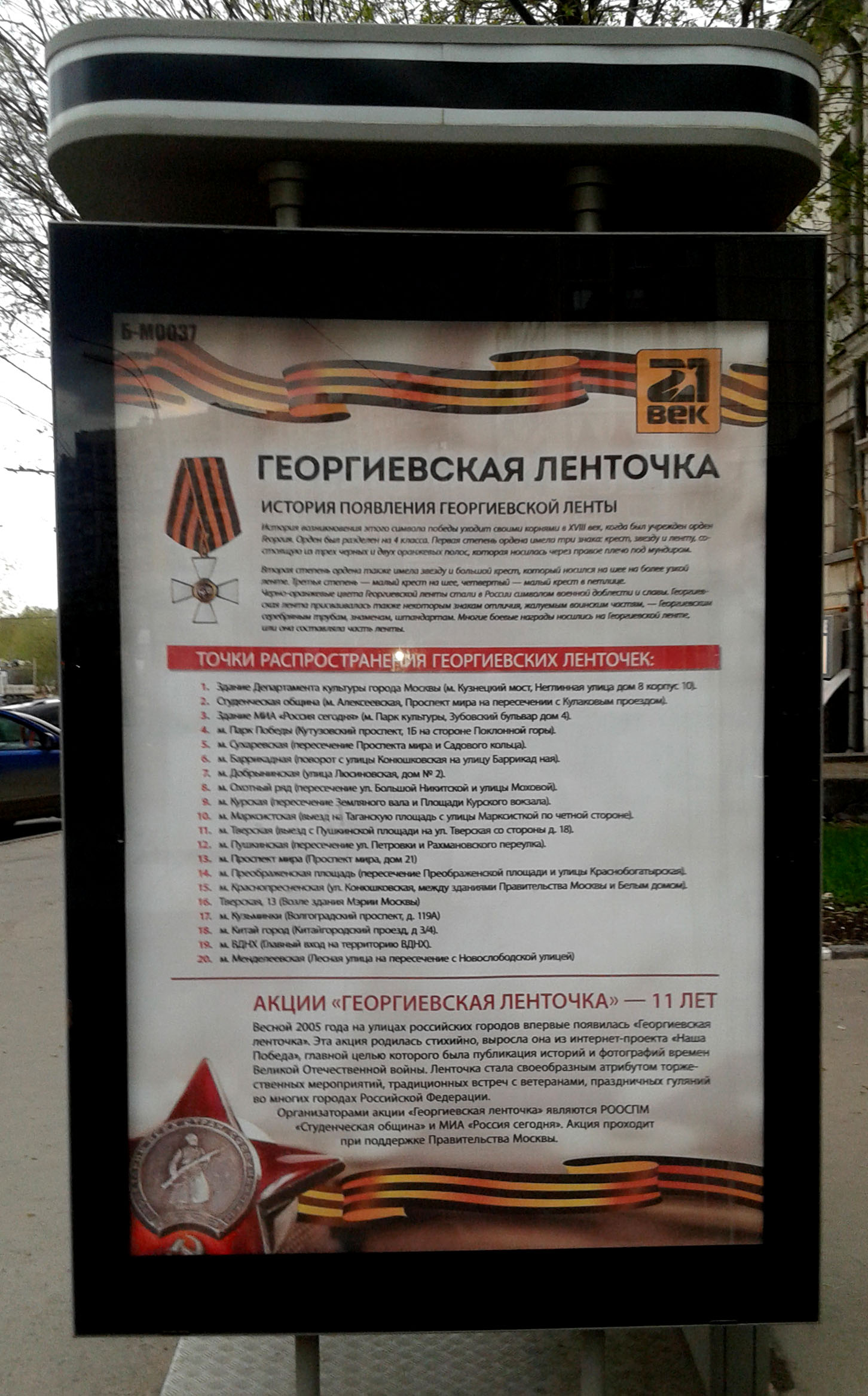
Рекламный щит с указанием мест выдачи георгиевских ленточек в Москве, 2015 год

В России подготовительные мероприятия к празднованию юбилея официально начались в 2013 году. 25 апреля 2013 года президент Российской Федерации Владимир Путин подписал указ «О подготовке и проведении празднования 70-й годовщины Победы в Великой Отечественной войне 1941—1945 годов».
20 мая того же года Президент Республики Беларусь Александр Лукашенко подписал указ № 230 «О подготовке и проведении празднования 70-й годовщины освобождения Республики Беларусь от немецко-фашистских захватчиков и Победы советского народа в Великой Отечественной войне».
2 января 2014 года было издано распоряжение правительства РФ «План основных мероприятий по подготовке и проведению празднования 70-й годовщины Победы в Великой Отечественной войне 1941—1945 годов», в который вошли 94 основные всероссийские и международные акции, меры по мемориализации памятных мест, научно-информационные и издательские проекты, социально значимые и памятно-мемориальные мероприятия, в том числе мероприятия адресной помощи ветеранам ВОВ.
24 апреля 2015 года Государственной думой Федерального собрания Российской Федерации было принято постановление «Об объявлении амнистии в связи с 70-летием Победы в Великой Отечественной войне 1941—1945 годов», которым, в частности, были амнистированы лица, осуждённые к лишению свободы за преступления небольшой и средней тяжестей (в том числе участники боевых действий, лица, награждённые государственными наградами, несовершеннолетние, участники ликвидации последствий Чернобыльской аварии, отдельные лица, имеющие несовершеннолетних детей, инвалиды I и II групп) и некоторые другие категории граждан.
Министерством обороны России на официальном сайте ведомства был запущен проект «Победный май», в рамках которого в апреле 2015 года был размещён раздел «Всероссийская карта Парадов Победы» в виде интерактивной карты России, на которой отмечены города, принимающие парады Победы, и подробная информация о количестве привлекаемой техники и численности личного состава, схемах построения. В рамках данного проекта на сайте также были размещены рассекреченные архивные документы, касающиеся начального периода войны, опубликован электронный вариант 12-томника «Великая Отечественная война 1941—1945 годов» под редакцией министра обороны С. К. Шойгу.
Рядом средств массовой информации России наряду с акцентированием внимания в своих репертуарах и статьях на тему Великой Отечественной войны, в связи с юбилейной датой были запущены специальные проекты приуроченные ко Дню Победы, в том числе и мультимедийные и интерактивные.
Подготовка к празднованию 70-летия Победы велась в непростой международной обстановке, на фоне экономических санкций и политических разногласий со странами Запада, связанными с вооружённым конфликтом на Украине. Если в 2005 году на празднование шестидесятилетия победы в Москву прибыл экс-президент США Джордж Буш, а в параде Победы приняли участие войска НАТО, на этот раз лидеры западных стран отказались присутствовать на военном параде.

### Логотип (эмблема)

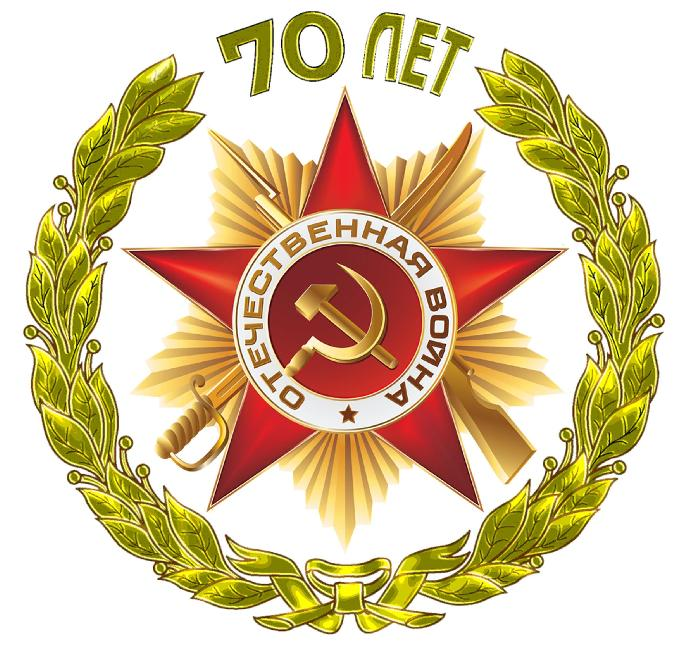
Ранний вариант эмблемы

Российским организационным комитетом «Победа» был принят официальный логотип (эмблема) празднования 70-й годовщины Победы в Великой Отечественной войне 1941—1945 годов. Окончательный вариант был принят 22 октября 2014 года.
Эмблема (логотип) представлена летящим белым голубем на небесно-синем фоне и изображением георгиевской ленты, опоясывающей небесно-синюю плашку. В изображении и надписях «1945—2015», «ПОБЕДА!», «70 ЛЕТ» применены цвета российского флага. Логотип и эмблема, предназначенные для использования в оформлении мест проведения праздничных мероприятий, символизируют:
- Белый голубь — символ мира, в сочетании со цветом фона делает логотип воздушным и открытым;
- Георгиевская лента — цвета победы, памяти, указывает на тему празднования;
- небесно-синий фон — цвет новой жизни, неба, весны;
- использование цветов флага России (белый, синий, красный) в оформлении логотипа подчёркивает высокий государственный статус празднования.

Первоначальный вариант эмблемы, утверждённый Российским оргкомитетом «Победа» 12 июля 2013 года, представлял собой многоцветное изображение знака ордена Отечественной войны I степени в обрамлении золотых лавровых ветвей и с надписью золотого цвета «70 ЛЕТ». Автор эмблемы — заслуженный художник Российской Федерации Н. И. Уколов.

### Мероприятия в день 9 мая 2015 года
На 9 мая 2015 года были запланированы следующие праздничные мероприятия:
- Парады Победы в 26 городах России, в том числе пять парадов кораблей ВМФ в российских портах (Североморск, Калининград, Санкт-Петербург, Севастополь, Владивосток) и пять авиационных шоу с участием боевой авиации (Москва, Североморск, Калининград, Ростов-на-Дону, Севастополь, Екатеринбург). Всего, по словам руководителя Администрации президента Сергея Иванова, военные парады предстояло провести в 150 городах, в том числе за пределами России➤
- Возложение цветов у Вечного огня у Могилы Неизвестного Солдата в Александровском саду президентом Российской Федерации и почётными гостями.
- Торжественный приём от имени президента Российской Федерации в Кремле.
- Праздничное представление на Красной площади.
- Праздничный салют.➤

### Международные акции
- Международная общественная историко-патриотическая акция «Бессмертный полк».➤
- 70-летие Победы в Великой Отечественной войне было отмечено в рамках ШОС, БРИКС[20][21] и СНГ.
- «Мотопробег Победы», организованный байкерским клубом «Ночные волки» и посвящённый 70-й годовщине Победы в Великой Отечественной войне. Проходил по маршруту: Москва — Минск — Брест — Вроцлав — Брно — Братислава — Вена — Мюнхен — Прага — Таргау — Карлсхорст — Берлин. В акции приняли участие и байкеры из других стран.
- Автопробег «Брест — Петропавловск-Камчатский». Пройдёт от г. Бреста в Белоруссии (начало Великой Отечественной войны) до г. Петропавловска-Камчатского в России (окончание Второй мировой войны) на автомобиле военных лет ЗИС-5В 1942 года выпуска, который принимал участие в боевых действиях в августе 1945 года на Дальнем Востоке. Маршрут проляжет через 13 городов-героев России и Белоруссии, при этом на Дальний Восток будут доставлены капсулы с землёй с мест самых ожесточенных боёв, которые заложат при закладке Аллеи Славы в Петропавловске-Камчатском[22].

### Выставочные проекты
Несколько выставочных проектов:
- Всероссийская выставка «Мы — дети твои, Россия» 2014 г.
- Всероссийская фотовыставка «Славные сыны Отечества» 2015 г.
- Выставочный проект «Вставай, страна огромная» (г. Москва, Санкт-Петербург, г. Братислава) 2014—2015 гг.

### Социальная помощь ветеранам
По словам руководителя администрации президента РФ Сергея Иванова, возглавлявшего оргкомитет по подготовке основных мероприятий, связанных с празднованием 70-летия Победы, на празднование юбилея из федерального бюджета было выделено 28,5 миллиарда рублей, при этом основная часть средств была направлена на материальную помощь ветеранам. Так, на обеспечение жильём ветеранов и участников войны, которых в России осталось 2,5 миллиона, было выделено 12,5 миллиарда рублей, 12,3 миллиарда рублей — на единовременные выплаты ветеранам к празднику. (Согласно указу президента РФ от 26.02.2015 № 100, в апреле Пенсионным фондом России были произведены выплаты ветеранам, проживающим постоянно на территории России, Латвии, Литвы, Эстонии в размерах:
- 7000 рублей — инвалидам и участникам Великой Отечественной войны, жителям блокадного Ленинграда, бывшим несовершеннолетним узникам мест принудительного содержания, созданных нацистами и их союзниками в период Второй мировой войны, вдовам и вдовцам военнослужащих, погибших в период войны с Финляндией, Великой Отечественной войны, войны с Японией, умерших инвалидов и участников Великой Отечественной войны;
- 3000 рублей — ветеранам Великой Отечественной войны, проработавшим в тылу в период с 22.06.1941 г. по 09.05.1945 г. не менее 6 месяцев, исключая период работы на временно оккупированных территориях СССР, награждённым орденами и медалями СССР за самоотверженный труд в период Великой Отечественной войны, бывшим совершеннолетним узникам нацистских концлагерей, гетто и тюрем).

В марте 2015 года было принято постановление правительства РФ о бесплатном проезде для ветеранов Великой Отечественной войны и сопровождающих их лиц на всех видах общественного транспорта с 3 по 12 мая. На эти цели было предусмотрено 183,2 млн рублей из бюджета для компенсации затрат транспортных организаций.

### Отдельные акции в честь Праздника Победы

#### Москва
25 июня 2013 года было принято распоряжение правительства Москвы «Об организации празднования 70-й годовщины Победы в Великой Отечественной войне 1941—1945 годов».
- Московский метрополитен запустил именной поезд «70 лет Великой Победе»[28].
- Архитектурно-художественная экспозиция «Поезд Победы». В праздничные дни на Тверском бульваре в Москве были установлены пять отреставрированных вагонов-«теплушек», каждый из которых символизировал определённый год войны. Переходя из вагона в вагон, посетители с помощью военной хроники, фотоматериалов, образов и символов могли узнать, как развивались события и чем жили люди в это трудное время[29].

#### Санкт-Петербург

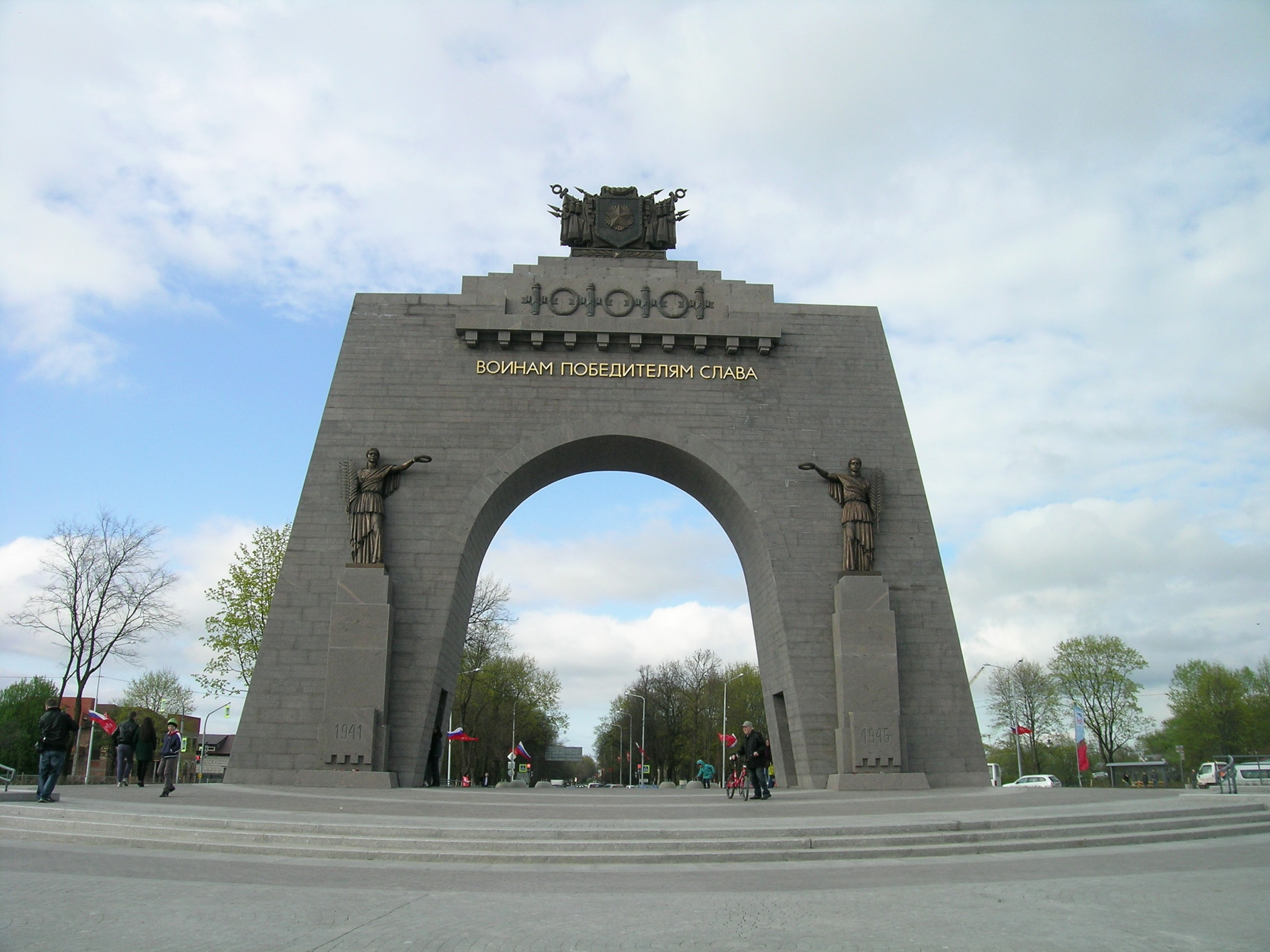
Арка Победы в Красном Селе.
Открыта 09.05.2015 г.

- План мероприятий, посвященных 70-й годовщине Победы советского народа в Великой Отечественной войне 1941—1945 годов (Адмиралтейский район)
- Арка Победы. Установка триумфальной арки в Красном Селе (Санкт-Петербург) к 70-летию Великой Победы, при въезде в город с юго-западного и западного направлений, откуда в освобожденный город возвращались советские войска. За основу взяли одну из трёх установленных в 1945 году временных деревянных арок, к сожалению, не сохранившихся. Назначены архитектором В. В. Попов, скульптором Б. А. Петров[30][31] [32]. Открытие Арки состоялось 9 мая 2015 года в 20:00[33][34].
- Рейхстаг в «Ленэкспо». Было запланировано строительство трехметровой панорамы «Битва за Берлин. Подвиг знаменосцев». Возведение копии части здании Рейхстага, воссоздание повреждения, полученные во время штурма. Одну из стен должны оставить, чтобы посетители могли нанести надписи. Панорама будет доступна с 11 марта до 25 мая 2015 года[35][36]

#### Волгоград
- Губернатор, Правительство Волгоградской области Архивная копия от 3 декабря 2016 на Wayback Machine, Официальный сайт администрации Волгограда Архивная копия от 31 декабря 2014 на Wayback Machine

1. Конкурс «70 песен Победы в рисунках волгоградских детей».
2. План-график основных торжественных и праздничных мероприятий в разработке.

#### Екатеринбург
- Полноразмерный макет железнодорожной станции времён войны. Строительство и оборудование в течение двух лет в Верхней Пышме (пригород Екатеринбурга) полноразмерного макета железнодорожной станции времён Великой Отечественной войны на площади 2 гектара, состоящего из пяти путей, на которых стоят бронепоезд, эвакуационный эшелон и другие составы с паровозами и вагонами того периода. Входит в состав музея военной техники «Боевая слава Урала»[37].

#### Нижний Новгород
- Нижегородский метрополитен, как и Московский, запустил именной поезд «70 лет Великой Победе»[38].

## Памятные изделия

### Медали
Указом Президента Российской Федерации от 21 декабря 2013 года учреждена Юбилейная медаль «70 лет Победы в Великой Отечественной войне 1941—1945 гг.».
Приказом Министра обороны Российской Федерации от 31 декабря 2014 № 995 учреждена ведомственная памятная медаль «За участие в военном параде в ознаменование 70-летия Победы в Великой Отечественной войне 1941—1945 гг.» Министерства обороны РФ. (Награждаются военнослужащие и лица гражданского персонала ВС РФ, военнослужащие других войск, воинских формирований и органов, а также военнослужащие других государств за участие в военном параде, за участие в подготовке личного состава, вооружения и военной техники к проведению парада, другие граждане РФ и иностранные граждане за содействие в подготовке и проведении военного парада в ознаменование 70-летия Победы в ВОВ в г. Москве, городах-героях, а также в городах дислокации штабов военных округов, флотов, общевойсковых армий и Каспийской флотилии.).
Также, разными общественными организациями выпущено множество памятных медалей и знаков посвящённых 70-летию Победы.

### Медаль в других странах
25 октября 2013 года, решением Совета глав государств — участников СНГ, была утверждена единая юбилейная медаль и утверждено положение о ней и её описание. Решение подписано Азербайджаном, Арменией, Белоруссией, Казахстаном, Киргизией, Молдовой, Российской Федерацией, Таджикистаном, Узбекистаном и Украиной. При этом, ряд стран подписали решение с оговорками: так Молдова при изготовлении юбилейной медали будет придерживаться собственного дизайна, исключив изображение серпа и молота; Украина отказалась делать изображение ордена Отечественной войны многоцветным (в апреле 2015 года все решения главы украинского государства Януковича о юбилейной медали СНГ были отменены и для награждений на Украине вместо единой медали стран СНГ была учреждена отдельная украинская юбилейная медаль «70 лет Победы над нацизмом»).
Российская Федерация учредила свою медаль 21 декабря 2013 года в точном соответствии с решением Совета глав государств — участников СНГ.
Отдельный дизайн медали был принят также в Израиле, где было выпущено три разновидности награды — юбилейная для военнослужащих действующей армии, имеющих 25 лет выслуги лет, медаль для ветеранов Второй мировой войны и медаль для инвалидов и узников гетто и лагерей Второй мировой войны.

### Монеты
- Монеты ЦБ РФ из серии «70-я годовщина Победы в Великой Отечественной войне».
- Сувенирный почтовый набор «К 70-летию Победы в Великой Отечественной войне 1941—1945 гг. „Оружие Победы. Артиллерия“», в художественной обложке. Издатцентр «Марка», 2014 г.
- Национальный банк Республики Беларусь утвердил в Перечень памятных монет 2015 года — Монеты «70 гадоў Перамогі савецкага народа ў Вялікай Айчыннай вайне».

## Празднование
По данным МВД России, 9 мая 2015 года только в России около 20 миллионов человек посетили около 14 тысяч праздничных мероприятий посвященных 70-летию Победы: военных парадов, акций, салютов, возложений венков к мемориалам, памятникам и захоронениям погибших воинов.

### Знамя Победы и его копии

Знамя Победы

В мае 2015 года также исполнилось 70 лет Знамени Победы (с того момента, как оно стало таковым).
Копии Знамени Победы наряду с Государственным флагом Российской Федерации выносились на Парадах Победы 9 мая 2015 года. Также на фоне копии Знамени Победы 8 мая 2015 года поздравляли ветеранов с борта Международной космической станции российские космонавты 43-го долговременного экипажа (Антон Шкаплеров, Геннадий Падалка, Михаил Корниенко).

### Военные парады Победы (в честь окончания Великой Отечественной войны)

#### Российская Федерация
Парады Победы в России с 1996 года проводятся в соответствии с Федеральным законом Российской Федерации от 19 мая 1995 г. № 80-ФЗ «Об увековечении Победы советского народа в Великой Отечественной войне 1941—1945 годов».
Военные парады прошли 9 мая в 26 городах России, в том числе 9 городах-героях: Москве, Санкт-Петербурге, Смоленске, Мурманске, Туле, Новороссийске, Волгограде, Севастополе и Керчи. И в 40 городах прошли парады с торжественным маршем с привлечением военнослужащих.

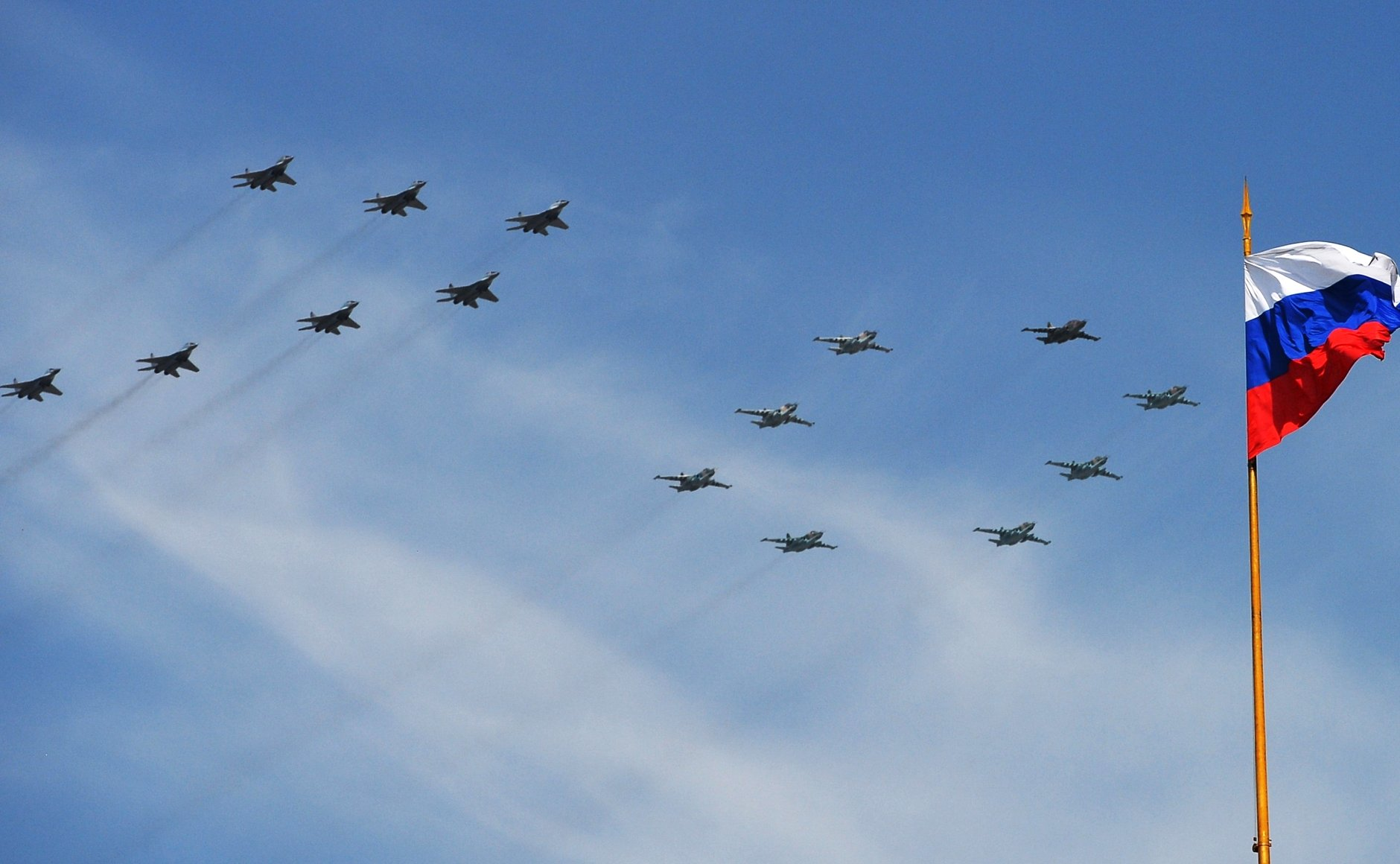
Воздушная часть парада на Красной площади в Москве

В Москве главный военный Парад Победы был проведён на Красной площади 9 мая 2015 года. Начало в 10:00 по московскому времени. В параде приняли участие свыше 15 тысяч военнослужащих, в том числе 1,3 тысяч иностранных военных. Приняли участие 194 единицы бронетехники и 143 самолёта и вертолёта. Также, были представлены элементы новой экипировки военнослужащих «Ратник».
- на 1 канале Архивная копия от 18 мая 2015 на Wayback Machine

В Санкт-Петербурге военный парад прошёл на Дворцовой площади. Принимал парад командующий войсками Западного военного округа генерал-полковник А. А. Сидоров. Впервые с 1956 года участвовали танки. Всего в параде участвовали более 4000 военнослужащих и около 100 единиц военной техники.
В Севастополе Парад Победы проходил по улице Ленина и проспекту Нахимова. Участвовало в параде 1400 военнослужащих подразделений Черноморского флота, МВД России и МЧС России. Из техники в параде участвовали РСЗО «Град-М», ЗРК «Оса», С-300 «Фаворит», ЗРПК «Панцирь-С1», пусковые установки подвижных береговых ракетных комплексов «Бастион-П» и др. Командовал парадом генерал-лейтенант Ю. Петров, принял командующий Черноморским флотом адмирал А. В. Витко.
Во Владивостоке Парад Победы был проведён 9 мая 2015 года на улице Светланской. Начало в 04:00 по московскому времени. Участвовало около 1500 человек и 40 единиц техники, 11 самолётов и вертолетов. Впервые участвовала авиация. Командовал парадом полковник Мороз, принимал парад командующий Тихоокеанским флотом адмирал С. И. Авакянц. Открыли парад барабанщики Владивостокского президентского кадетского училища, далее прошли подразделения флота, МВД России, МЧС России. В составе механизированной колонны были: самоходные береговые ракетные комплексы оперативно-тактического назначения «Редут», противокорабельный береговой ракетный комплекс «Бал» (впервые), пусковые установки зенитно-ракетного комплекса среднего радиуса действия С-300 «Фаворит», зенитно-ракетный комплекс ближнего действия «Оса», бронетранспортеры БТР-80, 122-х миллиметровая самоходная артиллерийская установка 2С1 «Гвоздика», БМП-2 и другая техника. В воздушной части парада участвовали противолодочный вертолет Ка-27пл, поисково-спасательный вертолет Ка-27пс, многоцелевой вертолет Ми-8, военно-транспортные самолёты Ан-26 и Ту-134, дальние противолодочные самолёты Ил-38 и Ту-142, самолёт Ил-22 — воздушный пункт управления Тихоокеанского флота.
В Волгограде военный парад был проведён 9 мая 2015 года на площади Павших борцов. Парад открыл взвод барабанщиков Волгоградской академии МВД. Участвовало около 2000 военнослужащих и 64 единиц техники, в том числе мотоцикл М-72, бронеавтомобиль БА-64, автомобили ГАЗ-67, ЗиС-5, артиллерийское орудие ЗиС-2, БМП-3, САУ 2С34 «Хоста», РСЗО «Торнадо-Г», ПТРК «Штурм-С», ЗРК «Стрела-10», ЗРПК «Тунгуска», пусковые установки оперативно-тактического ракетного комплекса «Искандер-М», самоходные установки берегового артиллерийского комплекса «Берег».
В Калининграде военный парад был проведён на площади Победы. Парадом командовал заместитель командующего Балтийским флотом по береговым войскам Герой Российской Федерации генерал-майор А. Ю. Гущин, принимал ― командующий Балтийским флотом вице-адмирал В. П. Кравчук. Участвовало свыше двух тысяч военнослужащих, 75 боевых машин, в том числе тактические ракетные комплексы «Точка-У», дистанционно управляемые роботизированные ударные комплексы «Платформа-М», автомобили семейства «Мустанг» (КАМАЗ-4350, КАМАЗ-43501).
В Екатеринбурге военный парад прошёл на площади 1905 года. Начало в 08:00 по московскому времени. Парадом командовал заместитель командующего войсками Центрального военного округа генерал-лейтенант Е. Устинов, принимал парад командующий войсками ЦВО генерал-полковник В. Б. Зарудницкий. Открыли парад барабанщики Екатеринбургского Суворовского военного училища, прошли три исторические роты (пехотинцы, летчики, моряки) в военной форме образца 1943 года, воспитанники Екатеринбургского кадетского корпуса, парадные расчёты офицеров Управления ЦВО и женщин-военнослужащих Екатеринбургского гарнизона, офицеры управления 2-го командования ВВС и ПВО, подразделения воинских соединений и частей Центрального военного округа, Уральского регионального командования ВВ МВД России, МЧС России, ФСИН России, ФССП России. На парад привлекались 83 единицы военной техники, в том числе танки Т-72 «Урал», тяжёлые огнемётные системы ТОС-1А «Солнцепёк», тяжёлые боевые машины огнемётчиков БМО-Т, самоходные артиллерийские установки 2С19 «МСТА-С», 2С23 «Нона-СВК», артиллерийские тягачи КамАЗ-63501АТ «Медведь», артиллерийские орудия МТ-12 «Рапира», 2А65 «МСТА-Б», реактивные системы залпового огня «Град» и «Ураган», оперативно-тактические ракетные комплексы «Искандер-М». В проводимой в Екатеринбурге впервые воздушной части парада участвовали вертолёты Ми-8, Ми-24, фронтовые бомбардировщики Су-24М и сверхзвуковые истребители-перехватчики дальнего радиуса действия МиГ-31. А в Верхней Пышме на параде участвовали 32 единицы военной техники времён Великой Отечественной войны из числа экспонатов музея «Боевая слава Урала», такие как танки Т-26, Т-28, Т-38, БТ-7, САУ СУ-100, ИСУ-152, бронеавтомобиль БА-6, трактор «Сталинец-65» с пушкой МЛ-20, гусеничный транспортер-амфибия «Studebaker M-29C Weasel» с пушкой ЗиС-2, зенитная прожекторная станция 3-15-4 и другие.
В Ростове-на-Дону парад прошёл 9 мая 2015 года на Театральной площади. Участвовало около 2000 военнослужащих и 80 единиц военной техники. Открыли парад барабанщицы Белокалитвинского казачьего кадетского корпуса им. Матвея Платова. Из техники на парад привлекались бронеавтомобили из семейства «Тайфун», БМП-3, оперативно-тактические ракетные комплексы «Искандер-М», РСЗО семейства «Торнадо», боевые машины 9П157 противотанкового ракетного комплекса «Хризантема», зенитно-ракетные пушечные комплексы «Панцирь-С1» и другие. Впервые в городе прошла воздушная часть парада из 37 авиационной техники: самолёты Су-24, Су-25, Су-27, Су-34, МиГ-29 и вертолёты Ми-8, Ми-26, Ми-28Н «Ночной охотник», Ми-35, Ка-52 «Аллигатор». 14 мая на Таганрогской улице прошло праздничное мероприятие по случаю чествования ветеранов «Парад детских войск», проводимое в городе шестой год подряд, и в 2015 году приуроченное 70-летию Победы в Великой Отечественной войне. В детском параде участвовало около 600 человек: воспитанники детских садов, учащиеся школ и гимназий города в возрасте 4 — 10 лет, воспитанники 2-го Донского имени императора Николая II кадетского корпуса и Аксайского Данилы Ефремова казачьего кадетского корпуса, военнослужащие Южного военного округа. Командовал парадом командир батальона 175-й бригады управления Южного военного округа подполковник Вадим Мартя.

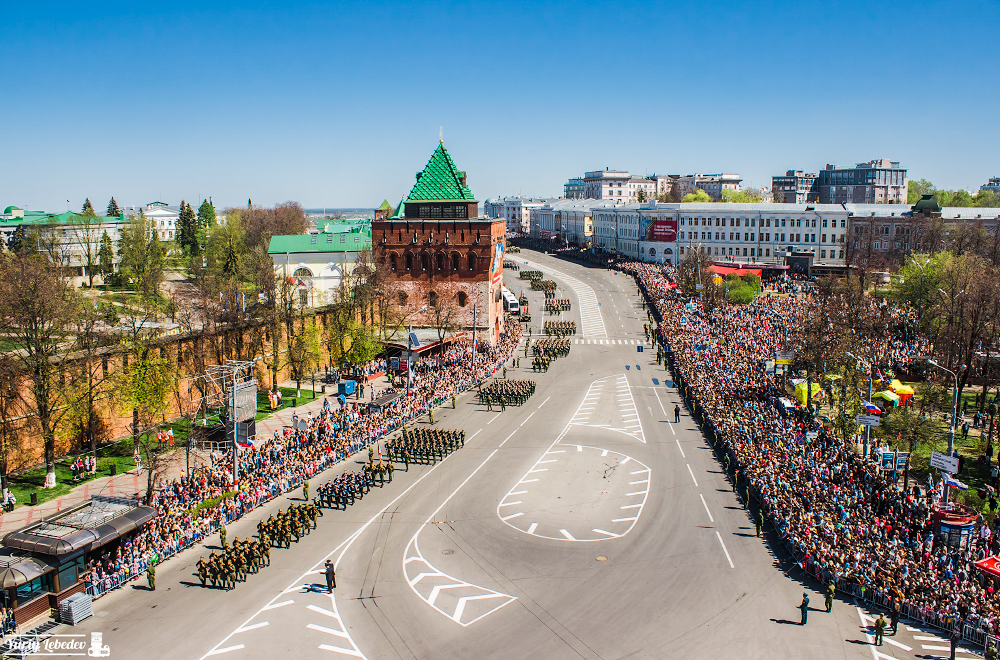
Парад Победы в Нижнем Новгороде

В Нижнем Новгороде большой парад прошёл на площади Минина и Пожарского. Этот парад стал самым масштабным в истории города. В параде принимало участие 1400 военнослужащих и в полтора раза больше техники, чем в 2014 году. Также были показаны новейшие образцы вооружения, ранее не демонстрировавшиеся. Командовал парадом Победы командир отдельной мотострелковой бригады полковник Виталий Слепцов. На Рождественской улице прошла массовая акция Бессмертный полк. Парад в центре города пришли посмотреть 50 тысяч человек. Площадь не смогла вместить всех желающих, поэтому тысячи людей находились на прилегающих к ней улицам: Большой Покровской, Минина, Ульянова, Алексеевской, Пожарского и Верхне-Волжской набережной.

##### Военно-морские парады

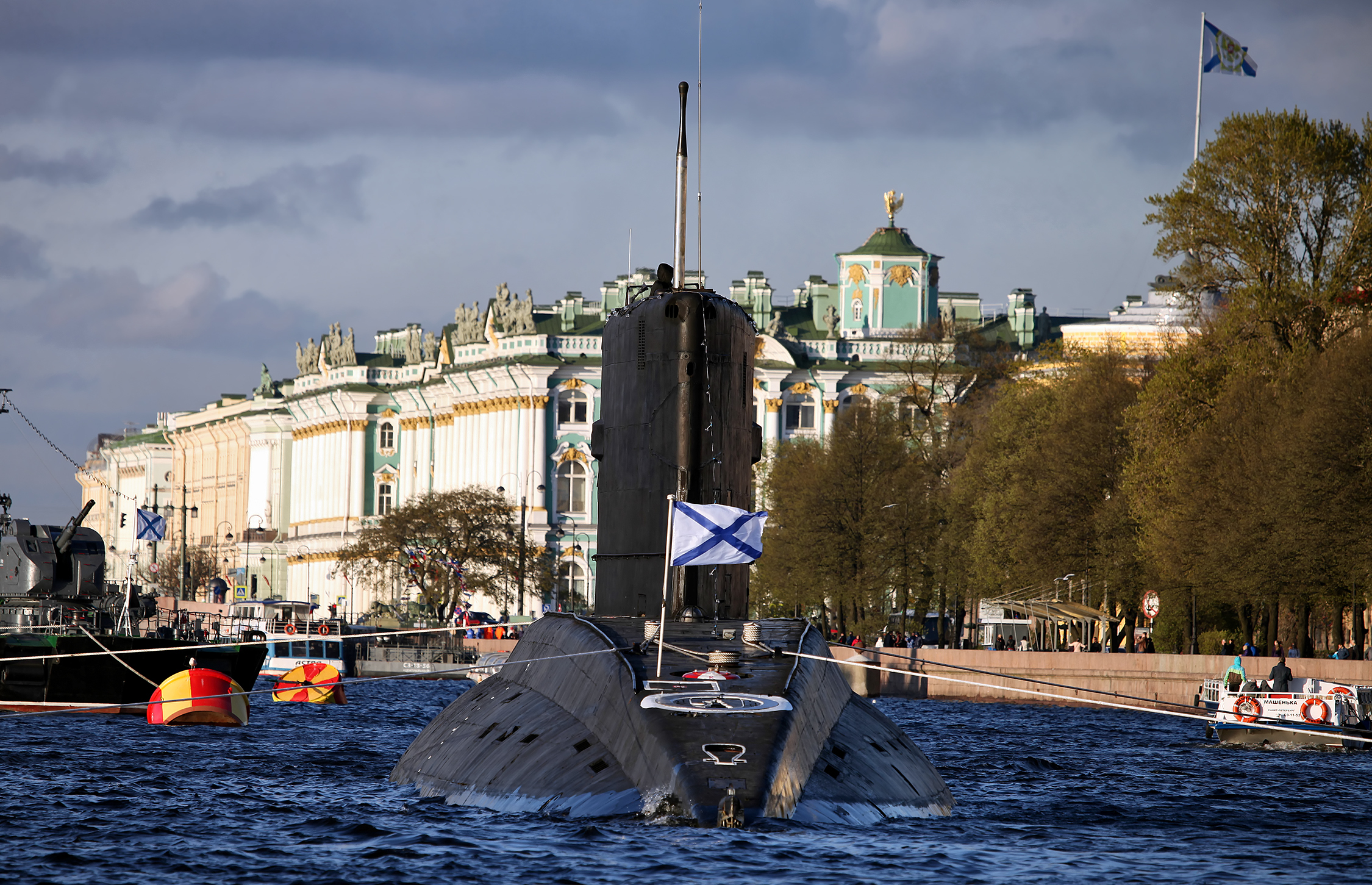
Санкт-Петербург 9 мая 2015 года

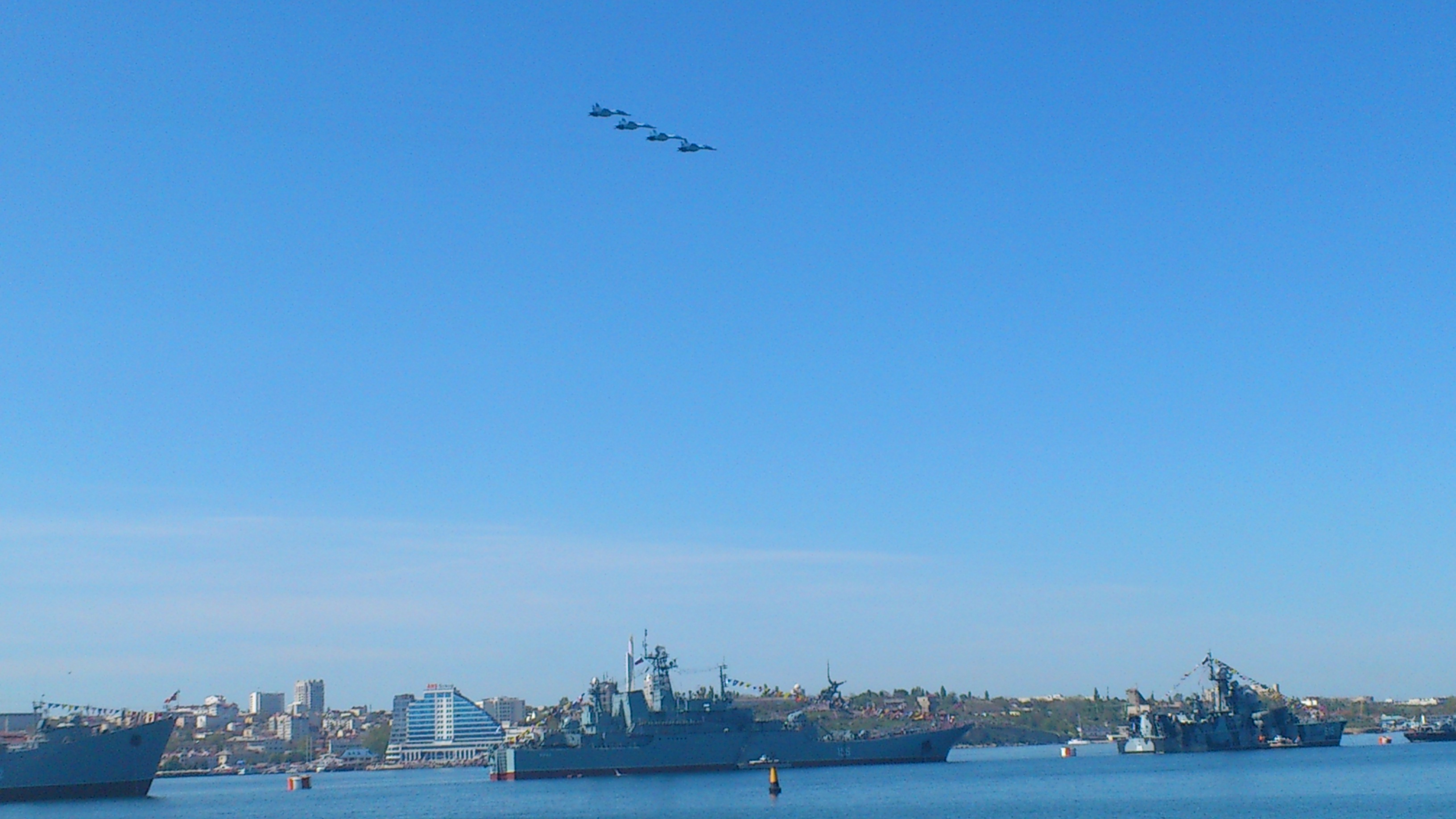
Военно-морской парад в Севастополе

Военно-морские парады 9 мая прошли в Санкт-Петербурге, Владивостоке, Североморске, Калининграде (Балтийск) и Севастополе.
В Санкт-Петербурге военно-морской парад прошёл впервые за последние 20 лет (с 1995 года). Началось в 09:00. Командовал парадом командир Ленинградской военно-морской базы капитан 1 ранга О. В. Журавлёв, принимал парад Командующий войсками Западного военного округа генерал-полковник А. А. Сидоров. Был проведён на Неве вдоль Английской набережной и набережной Лейтенанта Шмидта. Участвовали более 1500 моряков и 15 кораблей Балтийского флота, в том числе учебная парусная яхта ВМФ России «Эдвенчер».
Во Владивостоке военно-морской парад был проведён в бухте Золотой Рог. На параде участвовали 6 кораблей Тихоокеанского флота во главе с большим противолодочным кораблем «Маршал Шапошников».
В Балтийске военно-морской парад прошёл с участием авиации. Парад принимал первый заместитель командующего Балтийским флотом контр-адмирал С. Попов. Приняли участие 10 кораблей (эсминец, корвет, десантные, противолодочные, ракетные корабли, дизель-электрическая подводная лодка) и 14 самолётов и вертолетов (фронтовые бомбардировщики Су-24, истребители Су-27, противолодочные и поисково-спасательные вертолеты Ка-27ПЛ и Ка-27ПС, ударные вертолеты Ми-24, транспортно-боевые Ми-8, военно-транспортные самолёты Ан-26).
В Севастополе военно-морской парад проходил в Севастопольской бухте. Наряду с 70-летием победы в Великой Отечественной войне, в Севастополе ещё отмечается 71-летняя годовщина освобождения города от немецких захватчиков. Парад принял командующий Черноморским флотом адмирал А. В. Витко. Приняли участие 10 кораблей ВМФ, во главе с ракетным крейсером «Москва». Также в Севастополе находился парусный барк «Крузенштерн». Авиационная часть Парада Победы проходила в небе над Севастопольской бухтой, участвовало 28 самолётов и вертолётов военно-морской авиации флота (истребители Су-30 СМ, перехватчики Су-27, штурмовики Су-25, самолёты-амфибии Бе-12, корабельные вертолеты Ка-27 и другие).
В Североморске военно-морской парад проходил в Кольском заливе. Парад открылся с холостого выстрела с большого противолодочного корабля «Адмирал Левченко». Парад принял командующий Северным флотом адмирал В. И. Королев. В параде участвовали корабли Кольской флотилии разнородных сил Северного флота, как малый ракетный корабль «Айсберг», малый противолодочный корабль «Брест» и другие, эскадренный миноносец «Адмирал Ушаков», тяжёлый атомный ракетный крейсер «Пётр Великий», а также новейшие атомные подводные крейсеры «Владимир Мономах» и «Северодвинск». Над акваторией залива пролетели 11 единиц авиационной техники, в том числе самолёты Су-33, Ан-12, Ил-20, вертолёты Ка-27, Ми-8.

#### Республика Беларусь

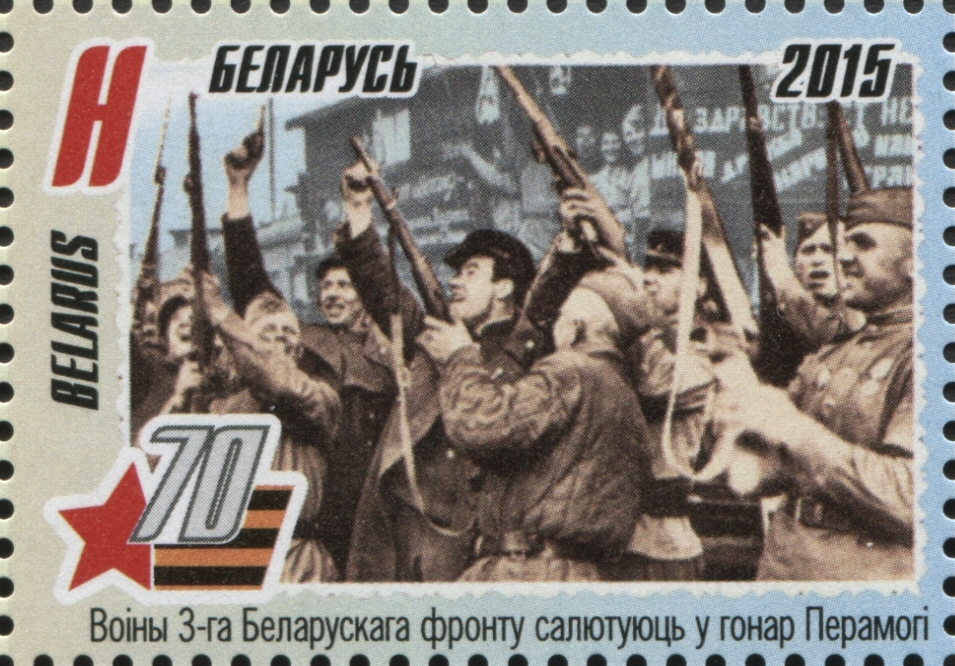
Почтовая марка Белоруссии посвящённая 70-летию Победы

Также, 9 мая 2015 года Парад Победы проводился в Белоруссии в городе-герое Минске. Парад проводился у стелы «Минск — город-герой». Принимал парад Президент Республики Беларусь, главнокомандующий Вооружёнными силами республики (бел. Узброеныя Сілы Рэспублікі Беларусь) Александр Лукашенко. На параде участвовало более 5000 военнослужащих и около 250 единиц боевой техники, в том числе новинки белорусской разработки. Также на параде участвовало более 300 военнослужащих ВС РФ, около 30 единиц российской боевой техники и военные музыканты из ВВС США. Авиационную часть парада представляли вертолёты Ми-8 и Ми-24, истребители МиГ-29, штурмовики Су-25, военно-транспортный самолёт Ил-76, пилотажная группа «Белая Русь» на самолётах Л-39 «Альбатрос», дальние бомбардировщики Ту-22М3 и Ту-95.

#### Республика Казахстан
Парад Победы посвящённый 70-летию Победы в Великой Отечественной войне в Казахстане состоялся 7 мая 2015 года (несмотря на то, что с 2012 года, 7 мая в стране отмечается День защитника Отечества). Парад прошёл в Астане на площади «Казахская нация» (каз. «Казак елі»), участвовало около 5000 военнослужащих, 200 единиц военной техники, 70 единиц авиационной техники. Принимал Парад Победы Президент Республики Казахстан Нурсултан Назарбаев. Сам президент присутствовал 9 мая 2015 года на Параде Победы в Москве.

#### Украина

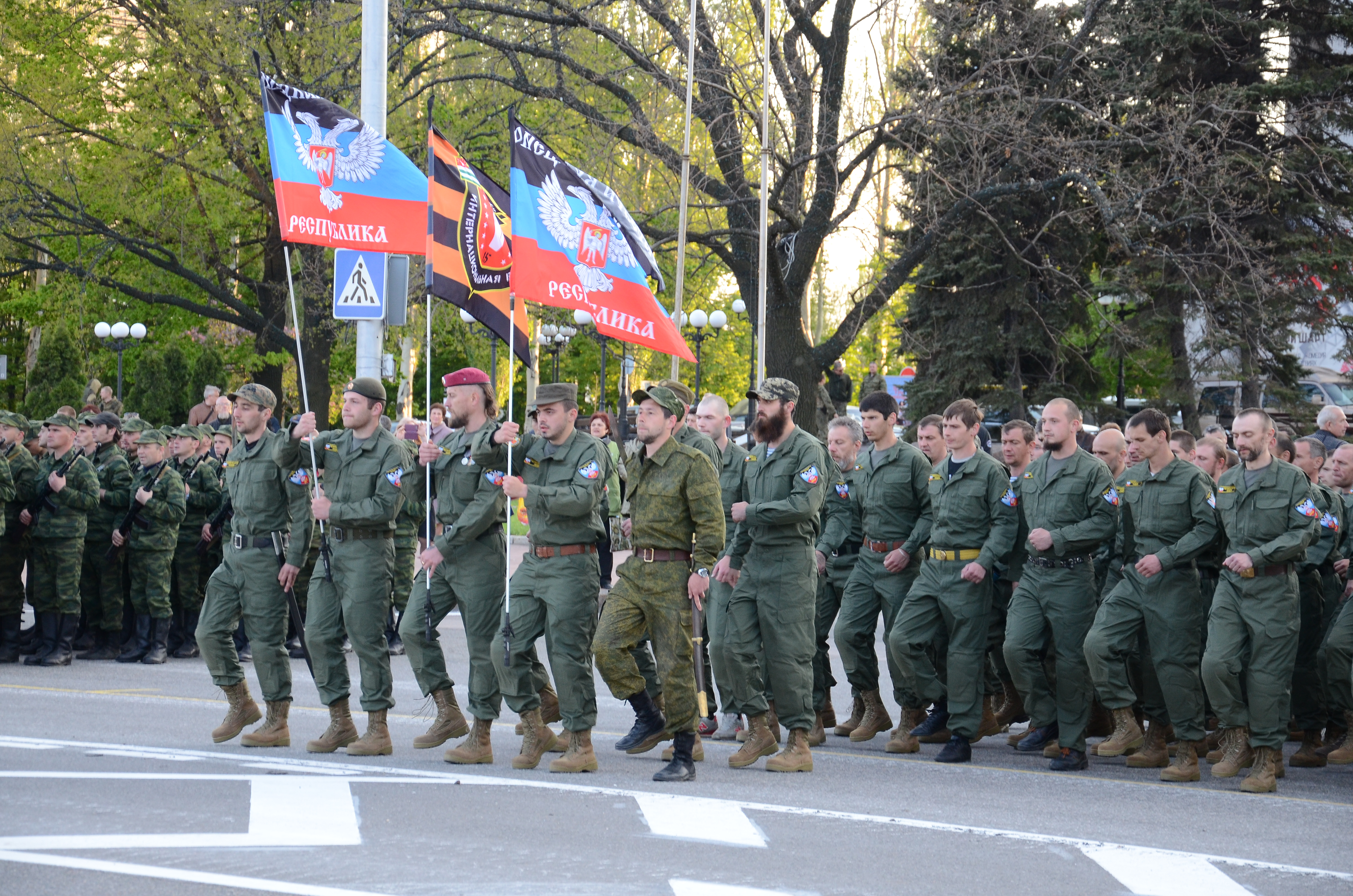
Репетиция парада в Донецке, 5 мая 2015 года

9 мая 2015 года на Украине официальные мероприятия в честь Дня Победы не проводились. Праздник отмечался исключительно усилиями общественных, ветеранских организаций. За три недели до праздника неизвестными был убит один из организаторов празднования Дня Победы на Украине, бывший депутат Верховной рады от «Партии регионов» Олег Калашников.

##### ДНР
Впервые был проведён военный парад в Донецке (до этого проходили только мирные демонстрации), который собрал около 15 000 зрителей. В параде участвовали около 1500 военнослужащих самопровозглашённой Донецкой Народной Республики и около 30 единиц военной техники.

#### Республика Таджикистан
В Таджикистане военный парад в честь 70-й годовщины Победы в Великой Отечественной войне прошёл 8 мая 2015 года в Душанбе в парке Победы. В параде приняли участие свыше 2000 военнослужащих Министерства обороны, МВД, Пограничных войск ГКНБ, Национальной гвардии, Главного управления исполнения уголовных наказаний Министерства юстиции, Комитета по чрезвычайным ситуациям и гражданской обороне Таджикистана. Также участвовали подразделения 201-й российской военной базы. Принимал парад президент Таджикистана Эмомали Рахмон. Парад был проведён 8 мая в связи с тем, что президент страны убывал на 8—9 мая в Москву для участия в праздничных мероприятиях. Также на параде в Москве участвовали и военнослужащие Вооружённых Сил Таджикистана.

### Военные парады в честь окончания Второй мировой войны
В 2015 году 2 сентября в России так же прошли военные парады в Чите, Хабаровске, Южно-Сахалинске, во Владивостоке (военно-морской парад) в честь окончания Второй мировой войны. Также военнослужащие 154-го отдельного комендантского Преображенского полка России участвовали на военном параде в Пекине (Китай) 3 сентября 2015 г. Вместе с другими главами государств, приглашённых на празднование, на параде присутствовал и президент России В. В. Путин.

### Бессмертный полк

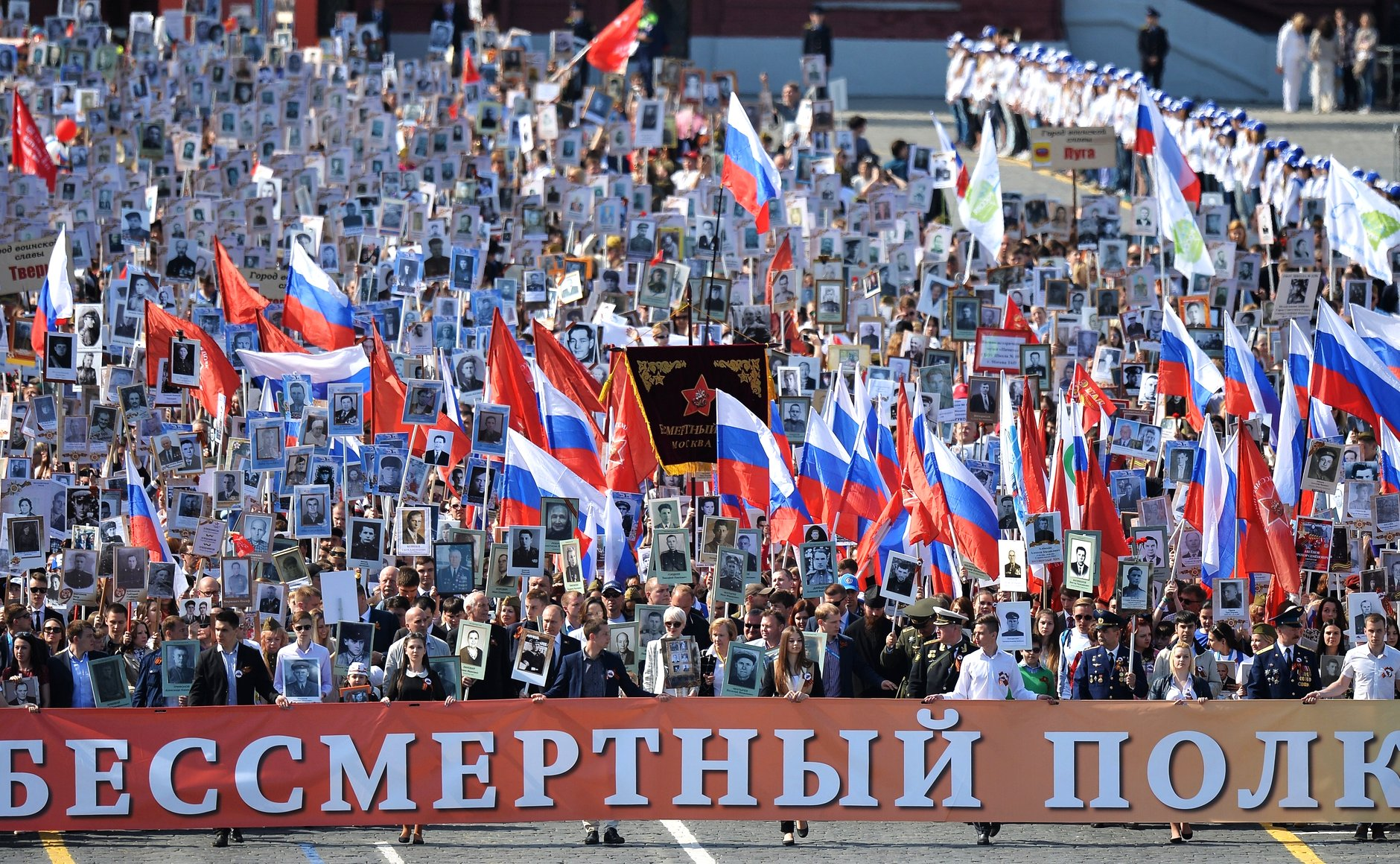
Президент России Владимир Путин на шествии «Бессмертного полка» в Москве, 9 мая 2015 года.

Международная общественная историко-патриотическая акция «Бессмертный полк» была организована во всех субъектах Российской Федерации и за её пределами в целях сохранения семейной памяти о воинах-фронтовиках, развития связи поколений и солидарности, увековечивания народного подвига в Великой Отечественной войне 1941—1945 годов. Участники акции 9 мая ежегодно проводят шествие с портретами родственников — участников войны. Впервые прошла в Томске 9 мая 2012 года. В 2013 году к акции присоединились Казахстан и Украина, в 2014 году — Израиль, Киргизия, Белоруссия. В 2015 году акция прошла также и в США (Нью-Йорк), ФРГ (Берлин), Норвегии (Осло, Берген, Ставангер, Тронхейм, Тромсё, Киркенес), Эстонии (Силламяэ), Латвии (Рига) Австрии, Азербайджане, Израиле (Иерусалим, Хайфа, Тель-Авив, Нетанья, Ашдод и в других городах), Ирландии, Кыргызстане, Монголии.
В целом по России, по некоторым данным, в памятном шествии «Бессмертный полк» 9 мая 2015 года приняли участие около 12 миллионов россиян.
- В Москве, по данным полиции, приняли участие более 500 тысяч человек во главе с президентом России Владимиром Путиным[91][92]. Колонна прошла от Белорусской площади до Кремля и завершилось на Москворецкой набережной[93].
- В Санкт-Петербурге около 300 тысяч человек прошли в колонне «Бессмертного полка».[94]

Трансляция более 3 часов на России 1 Архивная копия от 12 мая 2015 на Wayback Machine

### СалютПобеды

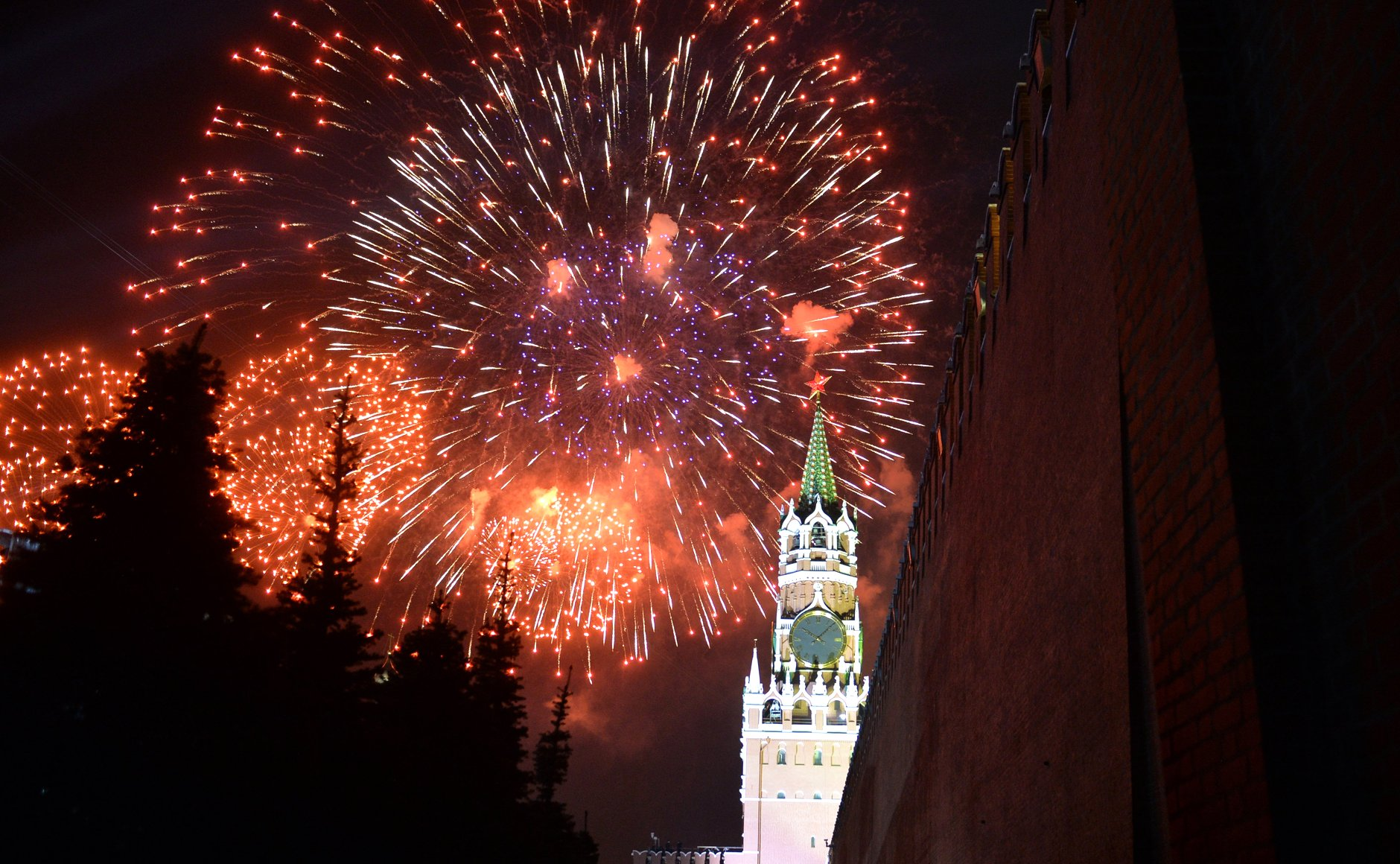
Салют в Москве

В Москве 149 отдельным гвардейским салютным дивизионом из 16 салютных точек произведено 30 залпов состоящий из 10000 салютных выстрелов. Начало салюта 9 мая 2015 года в 22:00.

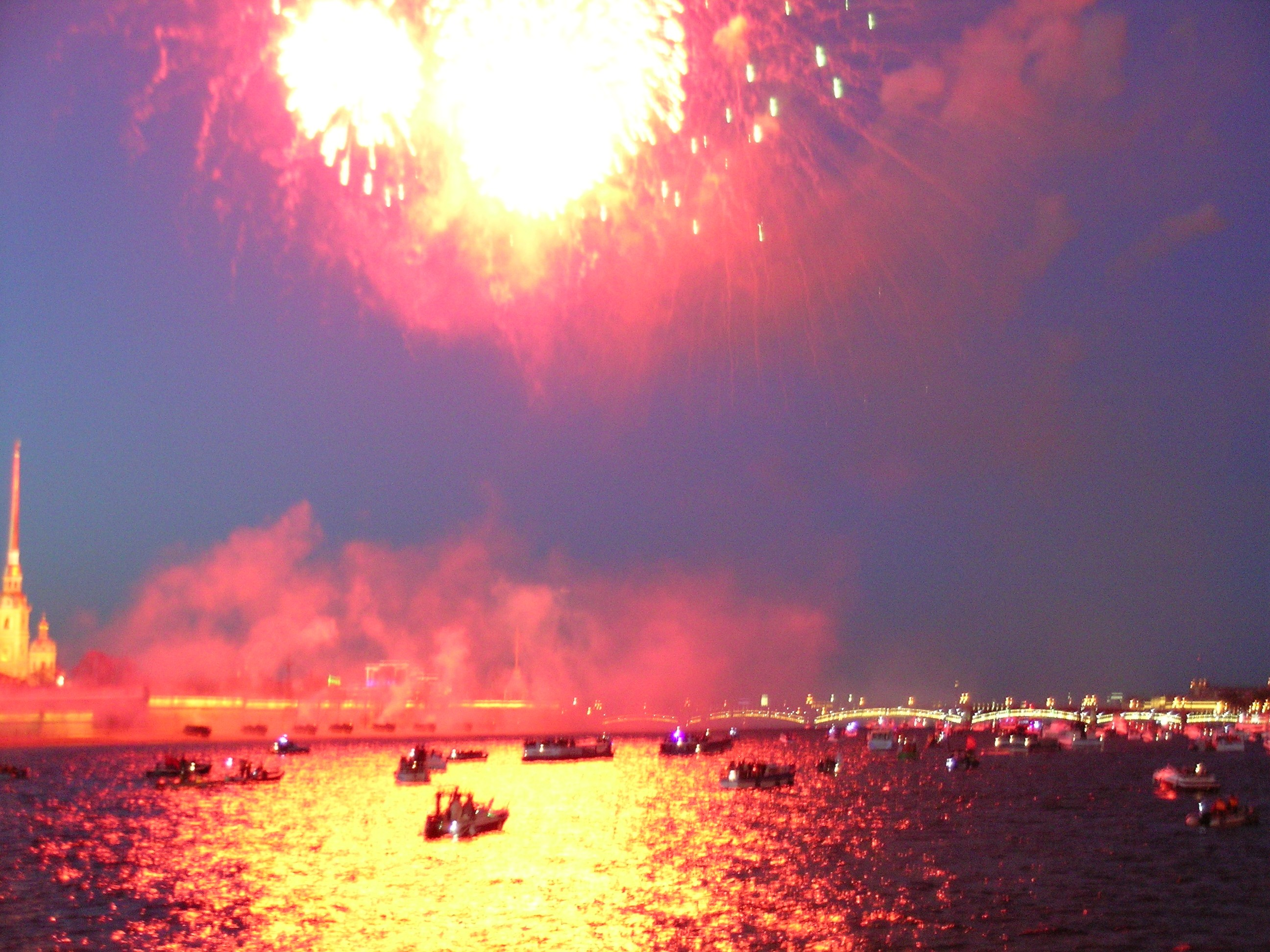
Салют в Санкт-Петербурге

В Санкт-Петербурге салют провели в 22:00. Он продлился 10 мин. Набережные были заполнены людьми. Метрополитен 9 мая работает круглосуточно.
В Екатеринбурге салют был длительностью 20 минут. Салют состоял из 4 тысяч выстрелов, 1470 из которых — высотные (высота подъёма от 90 до 350 метров), 2510 — парковые.
В Благовещенске жители наблюдали синхронный двойной салют. Проводился на обоих берегах реки Амур: в России в г. Благовещенске и в КНР в г. Хэйхэ.
В Республике Беларусь салют состоялся в Минске (на шести площадках, 30 залпов), Брестской крепости и областных центрах 9 мая в 22.00.

### Церемонии возложения венков и цветов к Могиле Неизвестного Солдата, мемориалам погибшим воинам, памятникам

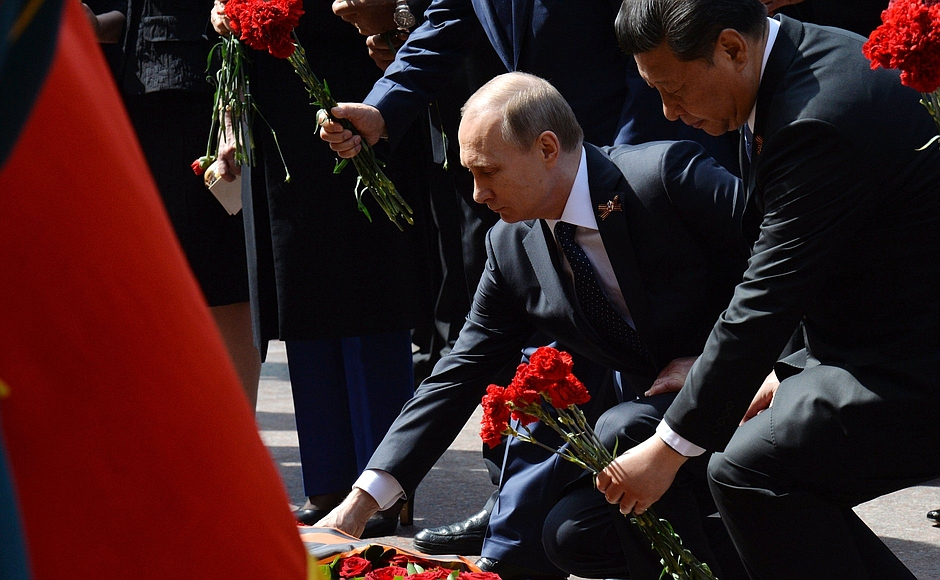
Возложение цветов к Могиле Неизвестного Солдата

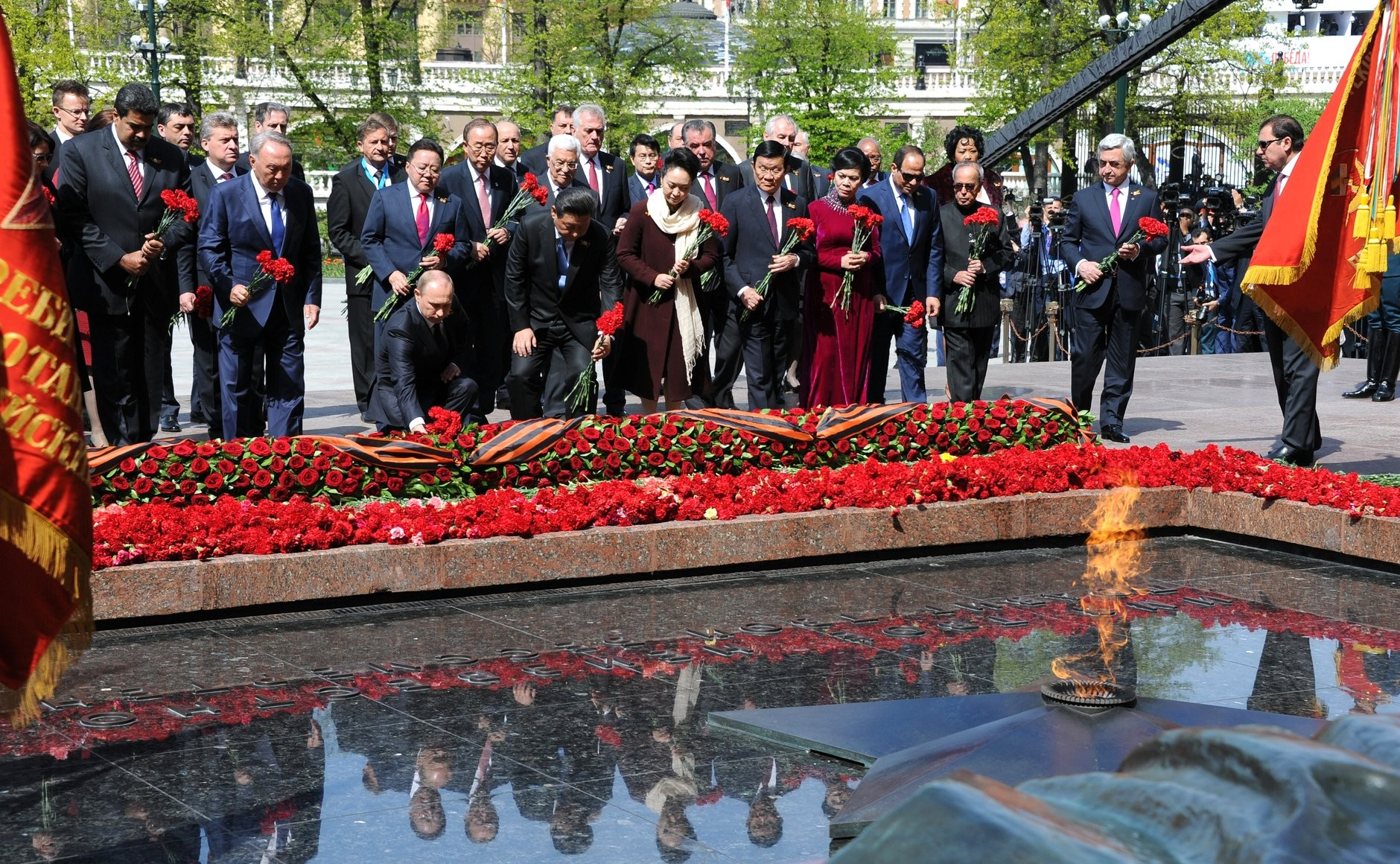
Возложение цветов к Могиле Неизвестного Солдата

После окончания военного парада на Красной площади 9 мая 2015 года Президент России Владимир Путин вместе с главами иностранных государств и правительств, прибывшими в Москву на празднование 70-летия Победы, возложил цветы к Могиле Неизвестного Солдата в Александровском саду и почтил память погибших минутой молчания.
9 мая 2015 года в Брюсселе на кладбище в коммуне Эвере, также состоялась торжественная церемония возложения цветов к могилам советских воинов, погибших на территории Бельгии в рядах Сопротивления, в плену, от последствий полученных в боях ранений. Участвовали представители 31 страны (в том числе представители России: посол РФ в Бельгии Александр Романов, постпред РФ при Евросоюзе Владимир Чижов, российский постпред при НАТО Александр Грушко), общественные организаций, ветераны войны и школьники. Церемония завершилась на мемориале бельгийских участников Сопротивления.
В Швейцарии 9 мая в городе Базель на городском кладбище Хёрнли в церемонии возложения венков к памятнику советским воинам участвовало более 500 человек, в том числе чрезвычайный и полномочный посол России в Швейцарии Александр Головин, дипломаты Белоруссии, Казахстана, Азербайджана, Киргизии, Узбекистана и Таджикистана.
10 мая 2015 года Президент РФ и Федеральный канцлер Германии Ангела Меркель, которая не участвовала в торжественных мероприятиях 9 мая, приняли участие в церемонии возложения венков с лентами в цветах национальных флагов России и Германии к Могиле Неизвестного Солдата в Москве.
12 мая 2015 года в Сочи на Завокзальном мемориальном комплексе Министр иностранных дел РФ Сергей Лавров и госсекретарь США Джон Керри приняли участие в церемонии возложения венков в память о погибших в Великой Отечественной войне.